# Acquarica del Capo

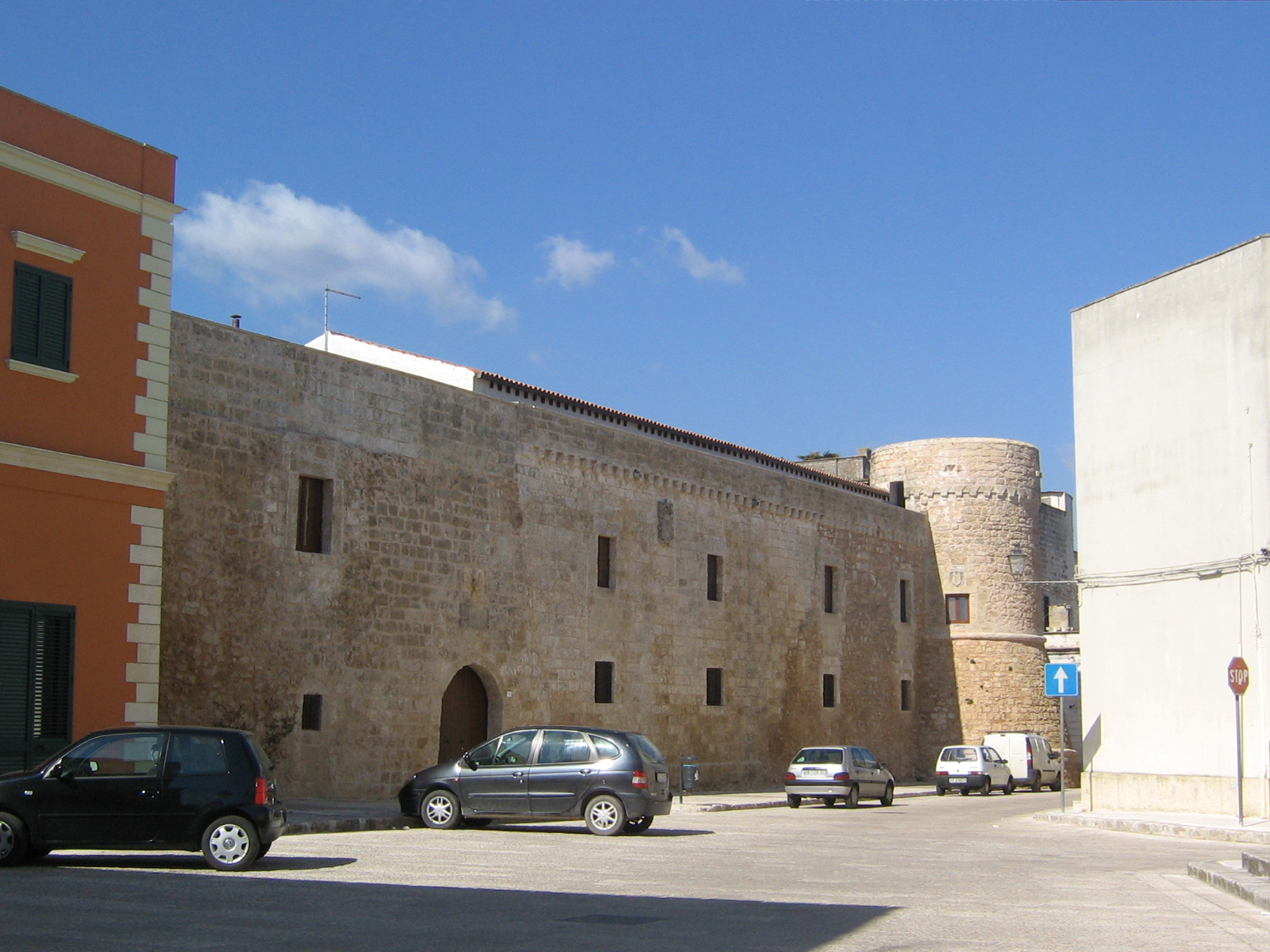
Burganlage von Acquarica

Acquarica del Capo war bis zum 14. Mai 2019 eine südostitalienische Gemeinde (comune). Heute ist Acquarica del Capo ein Ortsteil (Fraktion) der Gemeinde Presicce-Acquarica. 

## Geografie
Die Gemeinde hat 4653 Einwohner (Stand 31. Dezember 2017). Sie liegt in der Provinz Lecce in Apulien, etwa 50 Kilometer südsüdöstlich der Stadt Lecce im südlichen Salento.

## Geschichte
Acquarica entstand erst nach der Zerstörung anderer Ortschaften durch die Sarazenen im 9. oder 10. Jahrhundert. Die Burganlage von Acquarica wurde 1190 durch den Normannen Tankred von Hauteville errichtet. Ihre jetzige Form erhielt sie aber erst nach einer Zerstörung 1432, worauf sie von Giovanni Antonio Orsini del Balzo erweitert wieder aufgebaut wurde. Im Inneren der Burg sind noch Reste der einstigen Kirche San Francesco, die einige Adelsgräber beherbergt, erhalten.

## Verkehr
Durch die Gemeinde führt die Strada Statale 274 Salentina Meridionale von Gallipoli nach Santa Maria di Leuca.
Der Bahnhof Presicce-Acquarica liegt an der Bahnstrecke Novoli–Gagliano Leuca.